# Astrid Puentes Riaño
Astrid Jovanna Puentes Riaño, née en 1975, est une professeure de droit mexicain d'origine colombienne. Elle a dirigé l'Association Interaméricaine pour la Défense de l'Environnement, en espagnol « Asociacion Interamericana para la Defensa del Ambiente » (AIDA), pour soutenir les habitants de La Oroya, « l'un des endroits les plus pollués de la planète ». En 2024, elle est devenue Rapporteuse spéciale des Nations Unies sur les droits de l’homme à vivre dans un environnement sain.

## Biographie
Puentes Riaño est né à Bogota en 1975. Elle a étudié le droit à la Washington School of Law de l'American University. Elle a obtenu sa maîtrise à l'Université de Floride. C'est à l'Université du Pays Basque en Espagne qu'elle a obtenu un diplôme en droit de l'environnement.
La Oroya au Pérou est considérée comme l’endroit le plus pollué du monde. Les habitants de La Oroya bénéficient depuis plus de vingt ans du soutien juridique de l'Association Interaméricaine pour la Défense de l'Environnement (Asociación Interamericana para la Defensa del Ambiente, AIDA). Puentes Riaño a dirigé leur défense et en 2024, AIDA a annoncé avoir ouvert avec succès une procédure pour poursuivre l'entreprise responsable au nom des résidents. Puentes Riaño aux côtés d'AIDA a établi le droit légal des habitants de La Oroya de disposer d'un environnement sain.
Pendant 18 ans, elle occupait les postes de directrice  et vice-présidente de l'organisation International Rivers et dirigeait l'AIDA. En 2023, ces organisations faisaient partie d’une vaste collaboration qui avait appelé à la Reconnaissance Mondiale du Droit à vivre dans un Environnement Sain qui a remporté le Prix des droits de l'homme des Nations Unies 2023.
Puentes Riaño enseigne le droit au conseil de juridiction environnementale Berta Cáceres de l'Université ibéro-américaine de Mexico et sa nationalité principale est devenue mexicaine.
En 2024, elle est devenue la troisième rapporteuse spéciale chargée des droits de l’homme et de l’environnement succédant à David Boyd de nationalité canadienne. Elle a été choisie le même jour que plusieurs autres rapporteurs, dont la Colombienne Gina Romero, qui s'occupe des droits de l'homme et de la liberté d'association, et l'avocate italienne Elisa Morgera, experte en droits de l'homme et en changement climatique.
Le droit à un environnement sain a été établi en 2022 lorsque l’Assemblée générale des Nations Unies a approuvé à l’unanimité la proposition. La tâche qui lui incombait lors de sa nomination était de veiller à ce que tous les pays qui approuvaient le nouveau droit s’assurent de renforcer cette approche auprès de leurs propres citoyens.
Une interview avec Amnesty International la cite : « La première étape vers la construction d'un monde véritablement juste est de devenir vraiment mal à l'aise avec les inégalités et la discrimination ». En juin 2024, Riaño était l’une des nombreux experts de l’ONU qui se sont prononcés contre la vente d’armes à Israël en raison du conflit à Gaza. Les experts ont averti sur le fait que les fournisseurs d’armes et les sociétés financières pourraient être impliqués dans des violations des droits de l’homme. La liste comprenait les rapporteurs spéciaux Reem Alsalem, Paula Gaviria Betancur, Tlaleng Mofokeng, Attiya Waris, Mary Lawlor, Margaret Satterthwaite et Francesca Albanese.